# Generaldirektion Wasserstraßen und Schifffahrt
Die Generaldirektion Wasserstraßen und Schifffahrt (GDWS) ist die zentrale Bundesbehörde der Wasserstraßen- und Schifffahrtsverwaltung des Bundes (WSV) im Geschäftsbereich des Bundesministeriums für Verkehr. Als Mittelbehörde unterstehen ihr als ortsnahe Unterbehörden die Wasserstraßen- und Schifffahrtsämter (WSA, Plural: WSÄ), die Wasserstraßen-Neubauämter (WNA, Plural: WNÄ) sowie das Reedereizentrum der Wasserstraßen- und Schifffahrtsverwaltung. Die GDWS ist für einen gefahrlosen, reibungslos fließenden und damit wirtschaftlichen Schiffsverkehr zuständig und sorgt für die Unterhaltung, den Betrieb sowie den Aus- und Neubau der Bundeswasserstraßen einschließlich der Schleusen, Wehre, Brücken und Schiffshebewerke.
Daneben erfolgt durch die GDWS die Mitarbeit bei den internationalen Institutionen z. B. im Rahmen des See- und Schifffahrtsrechts.

## Verantwortlichkeit und Infrastruktur

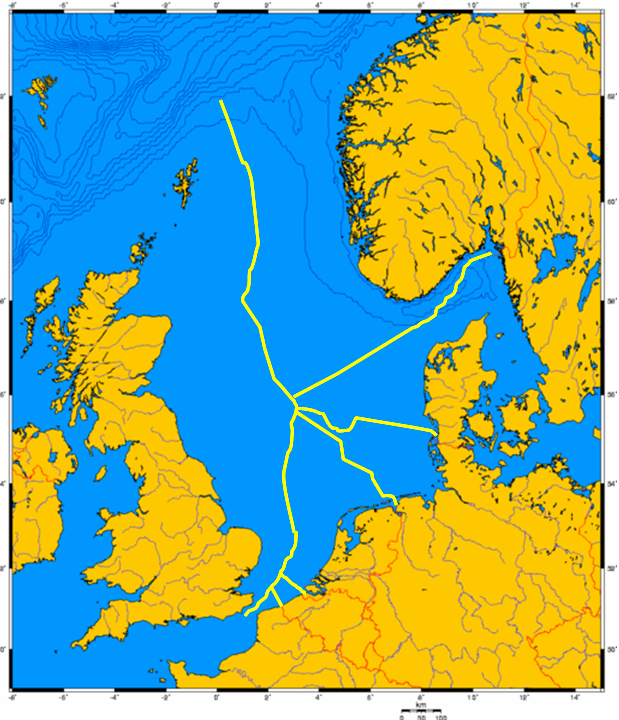
Wirtschaftszonen in der Nordsee, der Entenschnabel entspricht dem deutschen Anteil

Die Zuständigkeit der WSV erstreckt sich auf insgesamt 23.000 km² Seewasserstraßen im deutschen Hoheitsgebiet und rund 7.300 km Binnenwasserstraßen. Die WSV unterhält und betreibt:
- 315 Schleusenanlagen
- 3 Schiffshebewerke in Niederfinow und Scharnebeck
- 307 Wehranlagen
- 40 Kanalbrücken
- 1.300 Straßen- und Bahnbrücken über Bundeswasserstraßen (davon 31 bewegliche Brücken)
- 354 Düker
- 2 Talsperren (Edertalsperre und Diemelsee)
- 4 Sturmflutsperrwerke an Eider, Leda, Hunte und Oste
- 9 maritime Verkehrszentralen im Küstenbereich (Emden, Wilhelmshaven, Bremerhaven, Bremen, Cuxhaven, Brunsbüttel, Nord-Ostsee-Kanal, Travemünde, Warnemünde)
- 5 Revierzentralen an den Binnenwasserstraßen in Duisburg, Oberwesel, Minden, Magdeburg und Gösselthal

Die Verkehrszentralen und Revierzentralen sind die verantwortlichen Stellen für die Maritime Verkehrssicherung in den deutschen Hoheitsgewässern. Die im internationalen Sprachgebrauch als VTS-Zentralen (VTS = Vessel Traffic Service) auftretenden Dienststellen überwachen den Schiffsverkehr in ihren verantwortlichen Revieren (Überwachungssektoren) und unterstehen den regionalen Wasserstraßen- und Schifffahrtsämtern.
Zum deutschen Hoheitsgebiet gehört auch die Ausschließliche Wirtschaftszone in der Nordsee, deren Grenzen bis zu 200 Seemeilen in das vorgelagerte Küstenmeer reichen können (200-Meilen-Zone). Der deutsche Anteil ist auf der nebenstehenden Karte als „Entenschnabel“ ersichtlich, von dem der größte Teil im Zuständigkeitsbereich des neuen WSA Elbe-Nordsee liegt. Der restliche Teil wird vom WSA Weser-Jade-Nordsee abgedeckt. Bundesweit arbeiten bei der WSV rund 12.500 Beschäftigte.

## Gesetzliche Grundlage
Die Zuständigkeit des Bundes für die ehemaligen Reichswasserstraßen wurde im Grundgesetz in Artikel 89 festgelegt. Mit den Artikeln 86 und 87 wird die Verwaltung der Bundeswasserstraßen und der Schifffahrt durch bundeseigene Verwaltungen und der Erlass von zugehörigen Gesetzen durch die Bundesregierung geregelt. Dementsprechend sind die weiteren Vorgaben und Aufgaben durch folgende Gesetze näher erläutert:
- das Bundeswasserstraßengesetz
- das Binnenschifffahrtsaufgabengesetz
- das Seeaufgabengesetz
- das Bundeswasserstraßenvermögensgesetz für die fiskalische Verwaltung

Die Errichtung der Generaldirektion Wasserstraßen und Schifffahrt erfolgte durch Erlass vom 19. April 2013. Seit dem 1. Mai 2013 hat die neue Mittelbehörde GDWS ihren Sitz in Bonn. Erster Präsident der neuen Behörde in Bonn wurde Hans-Heinrich Witte, zuvor Präsident der bisherigen WSD Nord in Kiel.

## Neue Organisationsstruktur
Die zunächst durch Organisationserlass der Bundeskanzlerin vom 17. Dezember 2013 (BGBl. I S. 4310) neu festgelegten Zuständigkeiten und Bezeichnungen erhielten mit dem WSV-Zuständigkeitsanpassungsgesetz den gesetzlichen Rahmen. Zur Strukturreform der WSV erfolgte zum 1. Juni 2016 die Eingliederung der bisher sieben Wasser- und Schifffahrtsdirektionen (WSDn) WSD Nord, WSD Nordwest, WSD Mitte, WSD West, WSD Südwest, WSD Süd und WSD Ost in die GDWS. Die ehemaligen WSD wurden zu Außenstellen in Kiel, Aurich, Hannover, Münster, Mainz, Würzburg und Magdeburg, die als Dienstort für  bisherig Beschäftigte erhalten blieben.
Die bisher als Wasser- und Schifffahrtsamt auftretenden Ämter wurden mit der Eingliederung der WSD ebenfalls umbenannt zu einem  Wasserstraßen- und Schifffahrtsamt. Dadurch wurden die Aufgaben genauer beschrieben, da die allgemeine Wasserwirtschaft, insbesondere die Gewässerreinhaltung und die Wassergüte, in die Zuständigkeit der Bundesländer fällt.

## Neue Verwaltungsstruktur
Die Errichtung der neuen Mittelbehörde war ein erster Meilenstein in der Reform der WSV. In einem zweiten Schritt erfolgte die Straffung der Verwaltungsstruktur der Unterbehörden. Durch Zusammenlegungen ist bis 2021 die Anzahl der WSÄ von 39 auf 17 reduziert worden.
| neue Ämter                             | ehemalige Ämter                              | Einrichtung        |
| -------------------------------------- | -------------------------------------------- | ------------------ |
| WSA Ems-Nordsee                        | WSA Emden WSA Meppen                         | 15. Januar 2020    |
| WSA Weser-Jade-Nordsee                 | WSA Bremen WSA Bremerhaven WSA Wilhelmshaven | 8. April 2019      |
| WSA Elbe-Nordsee                       | WSA Tönning WSA Hamburg WSA Cuxhaven         | 15. März 2021      |
| WSA Nord-Ostsee-Kanal                  | WSA Brunsbüttel WSA Kiel-Holtenau            | 22. März 2021      |
| WSA Ostsee                             | WSA Lübeck WSA Stralsund                     | 13. Oktober 2020   |
| WSA Rhein                              | WSA Köln WSA Duisburg-Rhein WSA Bingen       | 30. Januar 2020    |
| WSA Oberrhein                          | WSA Freiburg WSA Mannheim                    | 22. Oktober 2019   |
| WSA Mosel-Saar-Lahn                    | WSA Koblenz WSA Trier WSA Saarbrücken        | 13. Juni 2019      |
| WSA Neckar                             | WSA Heidelberg WSA Stuttgart                 | 11. März 2019      |
| WSA Main                               | WSA Aschaffenburg WSA Schweinfurt            | 12. April 2021     |
| WSA Donau MDK (Main-Donau-Kanal)       | WSA Nürnberg WSA Regensburg                  | 2. Mai 2019        |
| WSA Westdeutsche Kanäle                | WSA Duisburg-Meiderich WSA Rheine            | 26. November 2020  |
| WSA Mittellandkanal / Elbe-Seitenkanal | WSA Minden WSA Braunschweig WSA Uelzen       | 5. Februar 2020    |
| WSA Weser                              | WSA Hann. Münden WSA Verden                  | 4. Februar 2020    |
| WSA Elbe                               | WSA Lauenburg WSA Magdeburg WSA Dresden      | 11. März 2021      |
| WSA Spree-Havel                        | WSA Brandenburg WSA Berlin                   | 15. September 2020 |
| WSA Oder-Havel                         | WSA Eberswalde                               | 6. Oktober 2020    |

Weitere Unterbehörden sind die acht Wasserstraßen-Neubauämter Aschaffenburg, Berlin, Datteln, Hannover, Heidelberg, Helmstedt, Magdeburg, Nord-Ostsee-Kanal, das Reedereizentrum der Wasserstraßen- und Schifffahrtsverwaltung in Cuxhaven sowie das Amt für Binnen-Verkehrstechnik  in Koblenz.
Außerdem existieren weitere Sonderstellen bzw. Fachstellen mit zentralen gebündelten Aufgaben für den Gesamtbereich der WSV, wie z. B.:
- das Aus- und Fortbildungszentrum der WSV in Hannover
- die Berufsbildungszentren in Koblenz und Kleinmachnow (BBiZ Koblenz, BBiZ Kleinmachnow)
- die Fachstelle für Geodäsie und Geoinformatik der WSV (FGeoWSV) in Hannover
- Trainingszentrum Maritime Schiffssicherheit Neustadt in Holstein

Die GDWS ist Aufsichtsbehörde für das Seelotswesen in den sieben Seelotsrevieren Elbe, Emden, Nord-Ostsee-Kanal I, Nord-Ostsee-Kanal II, Weser I, Weser II/Jade und Wismar-Rostock-Stralsund.
Für alle großen Ausbau- und Anpassungsvorhaben an den Bundeswasserstraßen wird die Bundesanstalt für Wasserbau (BAW) beteiligt. Allen Ämtern und der GDWS steht sie mit Beratung und als Gutachter zur Seite und führt wasserbauliche Modellversuche sowie Berechnungen mit mehrdimensionalen numerischen Modellen durch. Auch die Bundesanstalt für Gewässerkunde (BfG) steht der WSV zur Seite und berät diese wissenschaftsbasiert bei der Erfüllung ihrer Aufgaben. Die Phänomene unserer Zeit stellen fast alle gesellschaftspolitischen Bereiche vor große Herausforderungen und erfordern transdisziplinäre Lösungen, die umsetzbar sind. Auf dem Fundament fortschreitender wissenschaftlicher Erkenntnisse identifiziert die BfG künftige Risiken und fungiert als "Frühwarnsystem" für Politik und Gesellschaft.